# بد و دیوانه
بد و دیوانه (انگلیسی: Bad and Crazy; کره‌ای: 배드 앤 크레이지; لاتین‌نویسی اصلاح‌شده: Baedeu aen Keuleiji) یک مجموعهٔ تلویزیونی ساخت کره جنوبی در سال ۲۰۲۱ به کارگردانی یون سون دونگ و تهیه‌کنندگی استودیو دراگون و مینک انترتینمنت است و لی دونگ-ووک، وی ها-جون و هان جی-اون و چا هاک-یون در آن بازی کردند. این مجموعهٔ اصلی آی‌چی‌یی، داستان کارآگاهان «بد و دیوانه» را به تصویر می‌کشد که با فساد پلیس مبارزه می‌کنند. این مجموعه از ۱۷ دسامبر ۲۰۲۱ تا ۲۸ ژانویه ۲۰۲۲، روزهای جمعه و شنبه ساعت ۲۲:۴۰ (کی‌اس‌تی) از تی‌وی‌ان و آی‌چی‌یی پخش شد.

## خلاصهٔ داستان
ریو سو یول به عنوان افسر پلیس در اداره پلیس کار می‌کند. او در کارش صلاحیت دارد، اما اخلاق مشکوک هم دارد. او برای رسیدن به موفقیت دست به هر کاری می‌زند. با توجه به شخصیت جاه طلبی که دارد در مدت کوتاهی ترفیع گرفته‌است. زندگی آرام او با ظاهر شدن K ناگهان تغییر می‌کند. K یک فرد عادل و در عین حال یک فرد دیوانه است. هر گاه با بی عدالتی روبرو می‌شود با مشت به آن برخورد می‌کند. او آرزو دارد که یک قهرمان باشد.

## بازیگران

### بازیگران اصلی
- لی دونگ-ووک در نقش ریو سو یول[۲]
- وی ها-جون در نقش K[۳]
- هان جی-اون در نقش لی هی گیوم[۴]
- چا هاک-یون در نقش اوه کیونگ ته[۵]